# NBA Europe Live Tour 2010
Le NBA Europe Live Tour 2010 est la cinquième édition du NBA Europe Live Tour. Il s'est disputé du 3 au 7 octobre 2010.
Le 7 octobre 2010, le FC Barcelone a créé la sensation en battant les Lakers de Los Angeles, doubles champions en titre de la NBA, sur le score de 92 à 88 au Palau Sant Jordi. C'est la première fois qu'une équipe européenne bat les champions en titre de la NBA.

## Matches
| Date           | Équipe                | Score   | Équipe                    | Lieu                                    |
| -------------- | --------------------- | ------- | ------------------------- | --------------------------------------- |
| 3 octobre 2010 | Olimpia Milano        | 113-125 | Knicks de New York        | Mediolanum Forum, Milan                 |
| 4 octobre 2010 | Lakers de Los Angeles | 92-111  | Timberwolves du Minnesota | O2 Arena, Londres                       |
| 6 octobre 2010 | Knicks de New York    | 100-106 | Timberwolves du Minnesota | Palais omnisports de Paris-Bercy, Paris |
| 7 octobre 2010 | FC Barcelone          | 92-88   | Lakers de Los Angeles     | Palau Sant Jordi, Barcelone             |